# Maximilian Schell

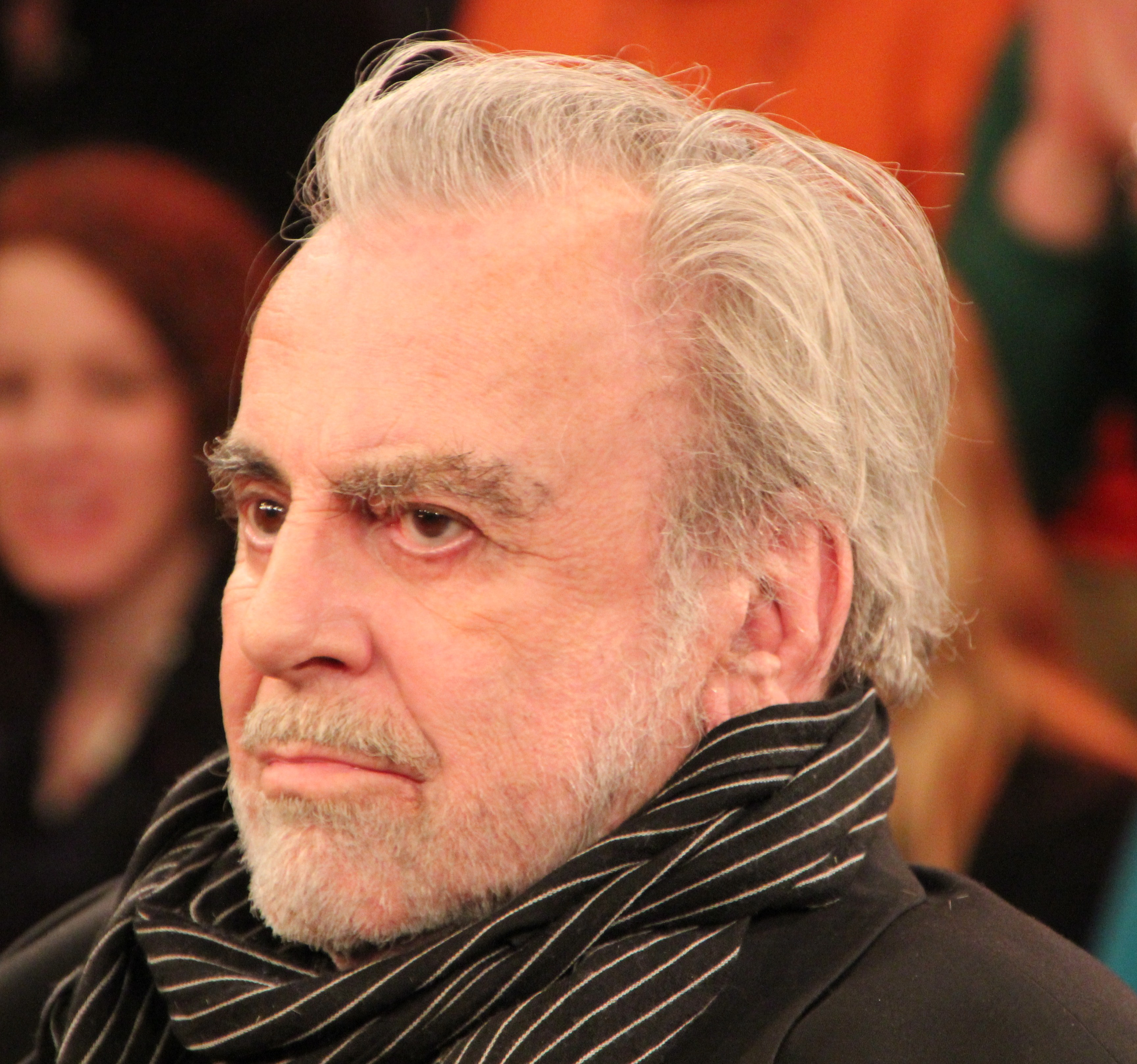
Maximilian Schell, 2011

Maximilian Schell (* 8. Dezember 1930 in Wien; † 1. Februar 2014 in Innsbruck) war ein Schauspieler, Regisseur und Produzent mit österreichischer und schweizerischer Staatsangehörigkeit. Er gewann 1962 den Oscar als bester Hauptdarsteller für seine Rolle in Urteil von Nürnberg. Schell zählte zu den bekanntesten und profiliertesten deutschsprachigen Darstellern und wirkte rund fünf Jahrzehnte lang in internationalen Filmproduktionen mit.

## Jugend
Maximilian Schell wurde 1930 in Wien als Sohn von Hermann Ferdinand Schell, einem Schweizer Schriftsteller, und Margarethe Noé von Nordberg, einer Wiener Schauspielerin geboren. Er war das dritte von vier Kindern nach Maria und Carl und vor Immy. Nach dem Anschluss Österreichs an das nationalsozialistische Deutsche Reich 1938 verlegte die Familie ihren Wohnsitz nach Zürich.
Schell verbrachte dort seine weitere Jugend und wurde künstlerisch auch durch seine Eltern geprägt. Er studierte an der Universität Zürich Philosophie, Kunstgeschichte sowie Musik- und Theaterwissenschaft auch in Basel und München. Ferner war er Fußballspieler beim Grasshopper Club Zürich. 1952 wechselte er in das darstellende Fach und studierte nebenbei Klavier am Konservatorium Bern (heute: Hochschule der Künste Bern).

## Karriere

### Theater
Im Herbst 1952 debütierte er an der Komödie in Basel als Schauspieler, Regisseur und Dramaturg. 1959 wechselte er nach verschiedenen Stationen an die Münchner Kammerspiele. Noch im selben Jahr holte ihn Gustaf Gründgens nach Hamburg, wohin er zu dessen Abschied 1963 für die berühmt gewordene Hamlet-Inszenierung zurückkehrte.
Ende der 1960er Jahre spielte er in London, nebenbei übersetzte er Werke von John Osborne und William Shakespeare. 1978 übernahm er von Curd Jürgens die Rolle des Jedermann bei den Salzburger Festspielen, die er bis 1982 verkörperte.
2007 überraschte er als Operettenregisseur, als er die Johann-Strauss-Operette Wiener Blut auf die Seebühne im österreichischen Mörbisch brachte.

### Film

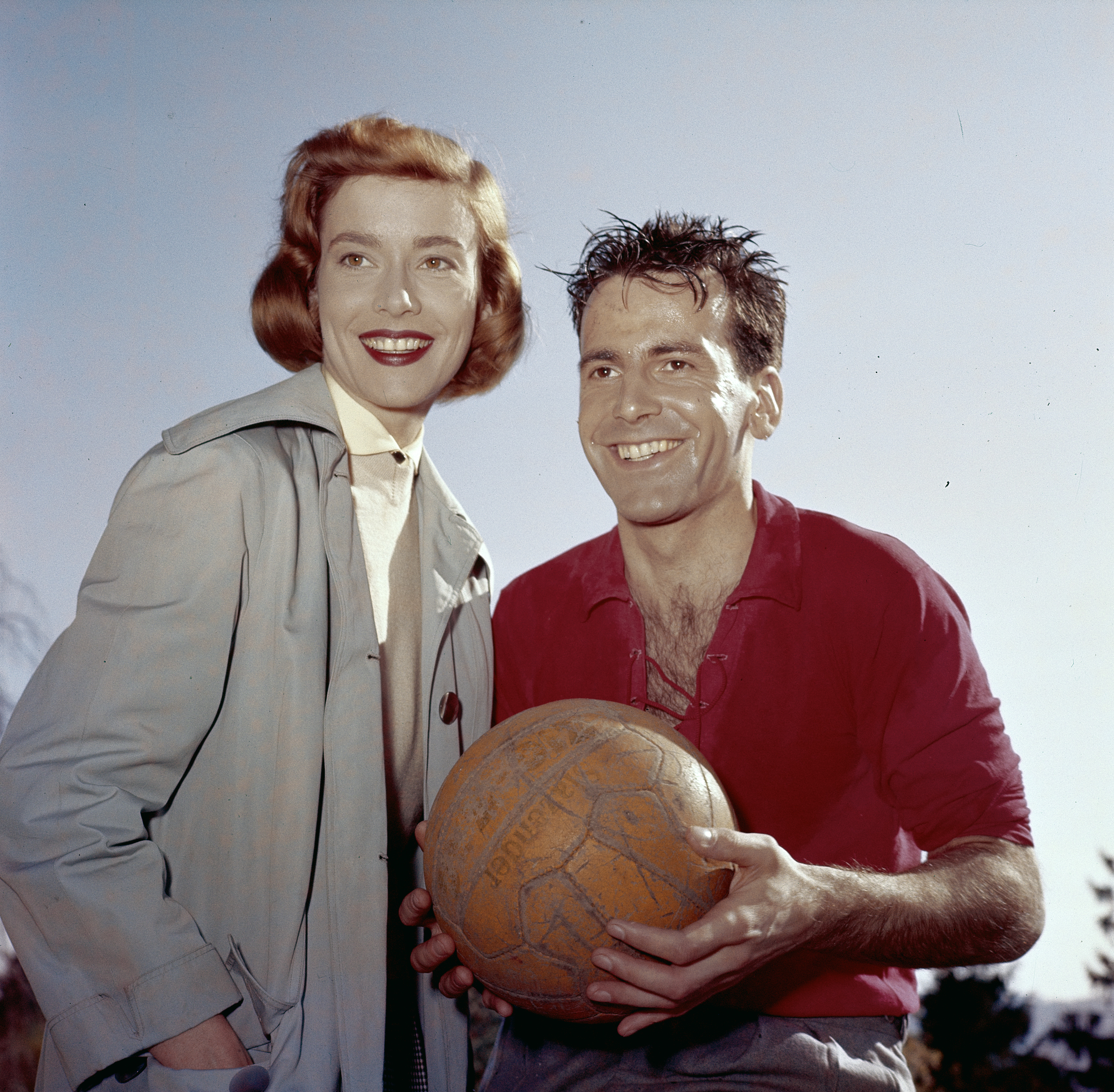
Aufnahme zum Film Taxichauffeur Bänz, Elisabeth Müller und Maximilian Schell, Foto: Jack Metzger, Comet Photo, 1957

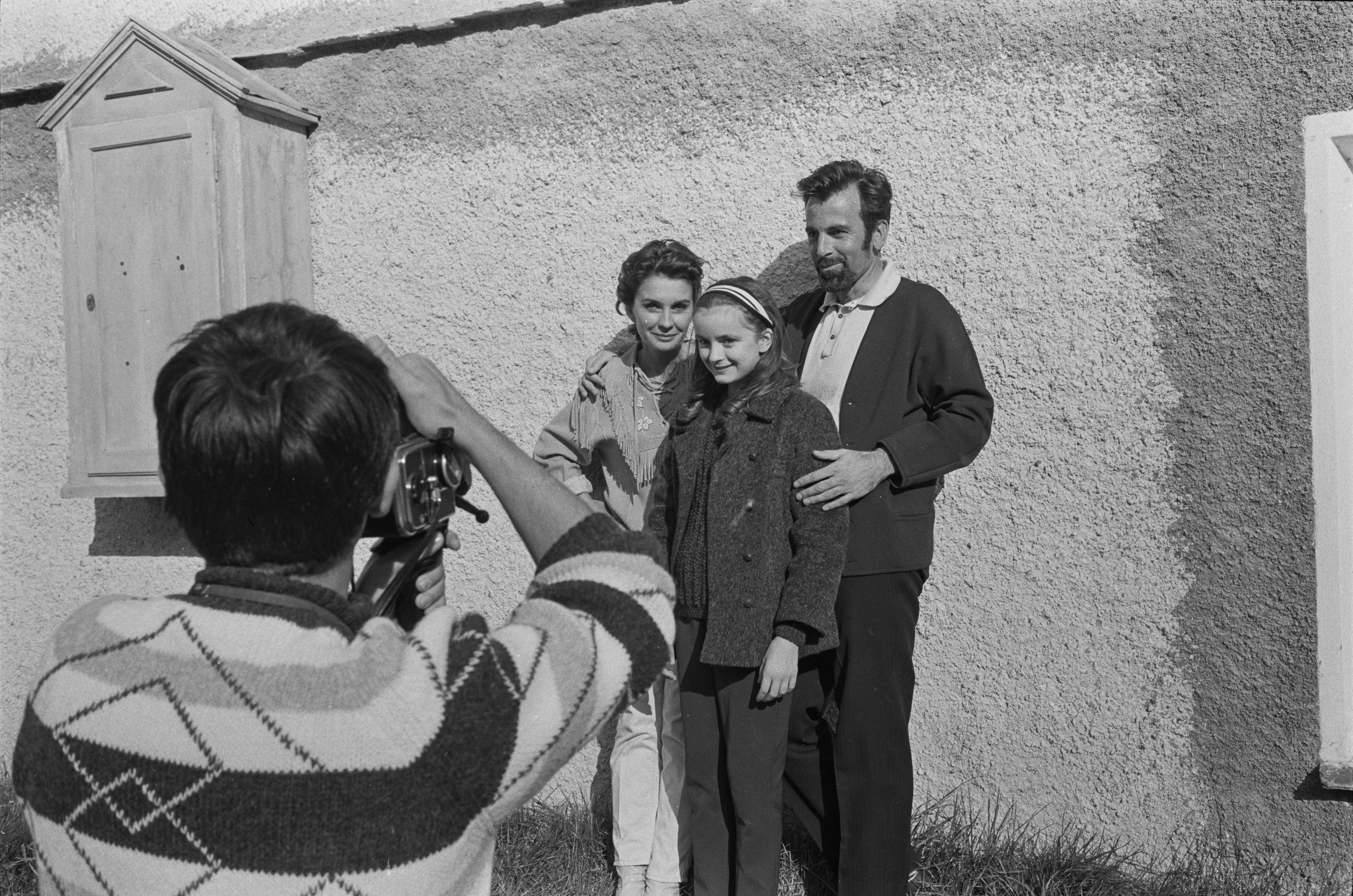
Maximilian Schell sowie Jean Simmons (links) und Zuleika Robson (Mitte), bei den Dreharbeiten von Heidi kehrt heim, Foto: Ders., 1967

1955 drehte er seinen ersten Film Kinder, Mütter und ein General. 1957 stand er erstmals in Hollywood vor der Kamera und war neben Marlon Brando in Die jungen Löwen zu sehen. Spätestens seine Rolle des Verteidigers eines NS-Juristen in Stanley Kramers Film Urteil von Nürnberg machte ihn zum internationalen Star. Er erhielt dafür 1962 als bester Hauptdarsteller einen Oscar, der sich seit 2011 im Deutschen Filmmuseum in Frankfurt am Main befindet. Weitere Filme folgten, unter anderem Topkapi (1964) mit Peter Ustinov, Die Akte Odessa (1974), Steiner - Das Eiserne Kreuz (1977) von Sam Peckinpah, Richard Attenboroughs Kriegsepos Die Brücke von Arnheim, wo er als Teil eines großen Ensembles zu sehen war, Das schwarze Loch (1979), James Grays Regiedebüt Little Odessa (1994) oder Deep Impact (1998).

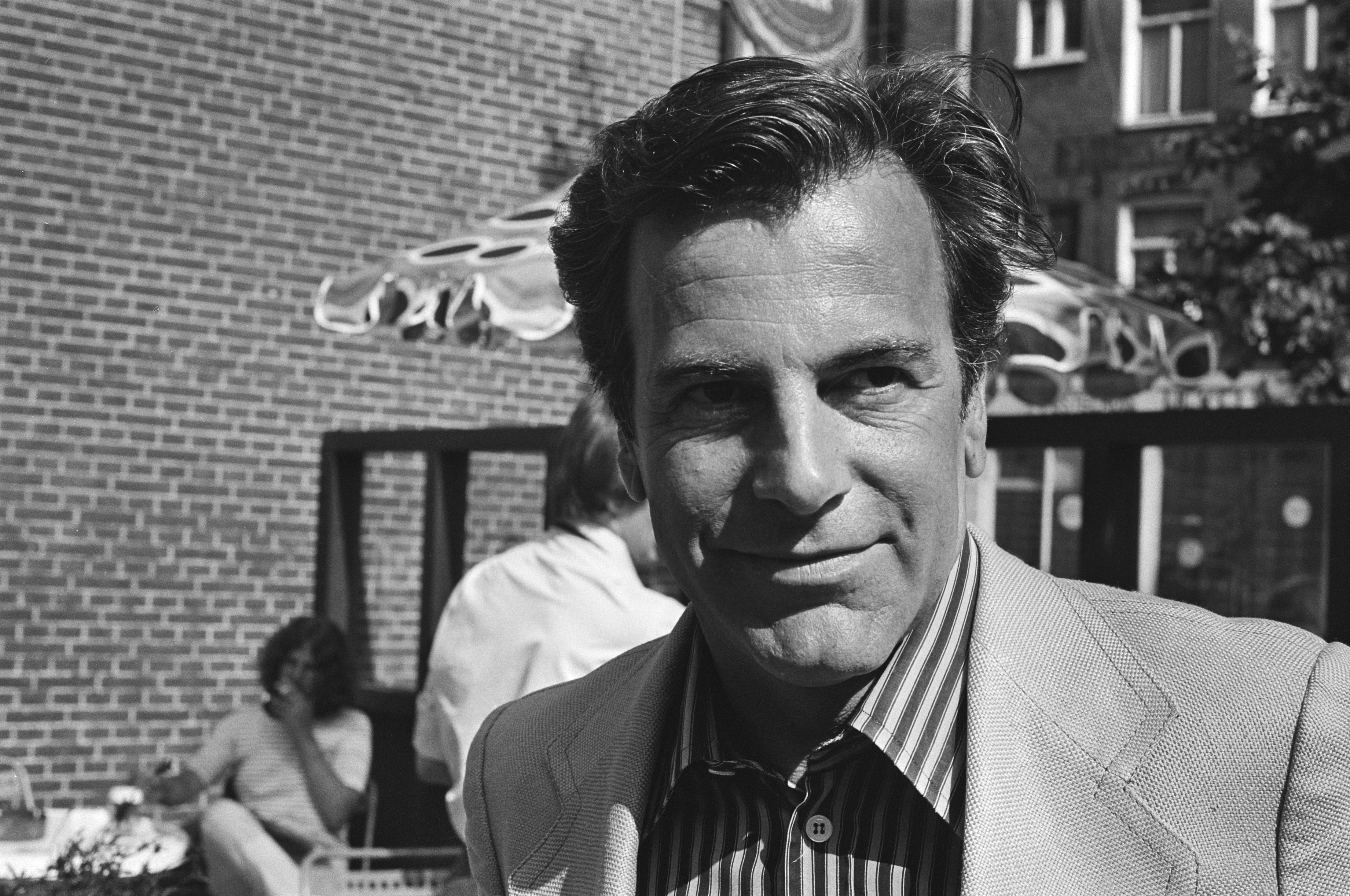
Maximilian Schell, 1976

Ab dem Ende der 1960er Jahre agierte er auch hinter der Kamera als Produzent und Regisseur. Bereits sein Erstling Erste Liebe (1970) wurde ein großer Erfolg. Es folgten Der Fußgänger (1974) und Friedrich Dürrenmatts Der Richter und sein Henker (1975). In seiner vielbeachteten Dokumentation Marlene (1984) über Marlene Dietrich ist er besonders präsent als Zuhörer.
Er erhielt weitere Oscar-Nominierungen als bester Darsteller und Nebendarsteller sowie für den besten ausländischen und den besten Dokumentarfilm. 2003 folgte mit Meine Schwester Maria eine Filmbiografie über seine an Demenz leidende Schwester, die Schauspielerin Maria Schell. 2002 waren er und seine Schwester Maria mit einem Bambi für ihr Lebenswerk ausgezeichnet worden.
Neben seinen Tätigkeiten für Theater, Film und Fernsehen widmete sich Schell der Musik, der Malerei, und gelegentlich schrieb er auch. Darüber hinaus führte er als Erzähler durch die Dokumentationsreihe Terra X: Imperium. In den meisten seiner Filme synchronisierte sich Schell selbst, in einigen lieh ihm Erik Schumann seine Stimme.

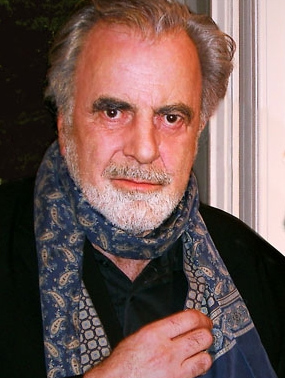
Maximilian Schell, 2006

## Privatleben
Aufsehen erregte in den 1960er Jahren seine drei Jahre andauernde Liaison mit Soraya, der ehemaligen Frau des letzten Schahs von Persien. 1985 lernte Schell bei den Dreharbeiten zu Peter der Große die russische Schauspielerin Natalja Eduardowna Andreitschenko kennen, die er im Juni 1986 heiratete; 1989 wurde ihre gemeinsame Tochter Nastassja geboren.
Schell war mit dem Schriftsteller und späteren tschechischen Präsidenten Václav Havel befreundet. Als dieser 1989 durch ein Ausreiseverbot den Friedenspreis des Deutschen Buchhandels nicht persönlich in der Frankfurter Paulskirche entgegennehmen konnte, verlas Schell dort stellvertretend die von Havel verfasste Rede.
Seit 2002 von seiner Ehefrau getrennt lebend und seit 2005 geschieden, hatte er vorübergehend eine Liaison mit der österreichischen Kunsthistorikerin Elisabeth Michitsch. Ab 2008 war er mit der deutschen Opernsängerin Iva Mihanovic liiert, die er im August 2013 heiratete. Er lebte abwechselnd in Los Angeles und auf dem elterlichen Berghof in Preitenegg in Kärnten.
Schell war einer der Taufpaten der Schauspielerin Angelina Jolie. Diese Verbindung war durch Jolies Vater Jon Voight entstanden, der 1974 in Die Akte Odessa und 1975 in seiner Dürrenmatt-Verfilmung Der Richter und sein Henker eine Hauptrolle übernommen hatte.

### Tod und Nachleben
Im Jänner 2014 brach Schell in einem Kitzbüheler Hotel zusammen. Im Krankenhaus wurde eine Lungenentzündung festgestellt, von der sich der 83-Jährige erholte, so dass er die Klinik nach zehn Tagen verlassen konnte. Ende des Monats wurde er im Landeskrankenhaus Innsbruck wegen Rückenschmerzen operiert und starb dort am 1. Februar 2014.
An der Trauerfeier nahmen neben der Familie auch Waltraut Haas, Christian Wolff, Karl Spiehs, Lawrence David Foldes, Elisabeth Wicki-Endriss und Peter Kaiser teil.
Das Grab der Familie Schell, in dem auch seine Schwester Maria Schell bestattet wurde, befindet sich auf dem Gemeindefriedhof von Preitenegg. Die Urne mit den sterblichen Überresten von Maximilian Schell wurde an einem Felsen auf dem Anwesen der Schells beigesetzt.
Der künstlerische Nachlass von Maximilian Schell befindet sich im DFF – Deutsches Filminstitut & Filmmuseum in Frankfurt am Main. Im Winter 2020/21 wurden Teile seines Nachlasses auf der österreichischen Auktionsplattform Aurena.at versteigert. Schell wurde vielfach geehrt und war Ehrenbürger mehrerer Städte und Gemeinden, darunter Preitenegg, wo er einen Teil seiner Kindheit verbrachte und seit 1965 New Orleans.

### Vorwürfe des sexuellen Missbrauchs
Im September 2023 erhob die Nichte Schells, Marie Theres Relin, Tochter von Maria Schell, in einem Buch den Vorwurf, sie sei von einem Onkel als 14-Jährige sexuell missbraucht und entjungfert worden, und zwar „ohne Gewalt, aber gegen meinen Willen“. Gegenüber Medien bestätigte sie später, dass es sich bei dem Onkel um Maximilian Schell handelte, obendrein sei sie auch von ihrem Vater Veit Relin sexuell belästigt worden, alles mit Wissen und Schweigen ihrer Mutter. Kurz darauf erklärte die Tochter Maximilian Schells, Nastassja, dass sie von den Sachverhalten gewusst habe und selbst als Kind von ihrem Vater missbraucht worden sei.
Schells Witwe teilte mit, dass sie ihren Mann anders kennengelernt habe.

„Ich kann derzeit wirklich nur so viel dazu sagen, dass ich Maximilian nur die letzten sieben Jahre seines Lebens gekannt und ihn geliebt habe. Ich habe in dieser Zeit keinerlei solcher Dinge gehört, erlebt, beobachtet oder dass es mir zugetragen worden wäre. Ich selbst wurde nie zu etwas gezwungen oder hätte das Gefühl gehabt, wenn ich zu etwas ‚Nein‘ gesagt hätte, hätte es in irgendeiner Art und Weise negative Konsequenzen für mich gehabt. Aber natürlich kann ich zu einem vermeintlichen Missbrauchsfall, der vor 43 Jahren passiert sein soll, nichts, und vor allem nichts zum Wahrheitsgehalt sagen.
Ich finde es nur immer sehr problematisch mit solchen Anschuldigungen nach so vielen Jahren an die Öffentlichkeit zu gehen, wenn der Beschuldigte bereits seit 10 Jahren verstorben ist, sich nicht mehr dazu äußern und wehren kann und gleichzeitig die Promotion für ein neues Buch gestartet wird. Sexueller Missbrauch überhaupt muss selbstverständlich zur Anzeige gebracht werden und die Täter müssen zur Rechenschaft gezogen werden. Ich bin aber der Meinung, dass es dafür aber andere Wege hinsichtlich Anklage, ev. Verurteilung der Täter und der Verarbeitung für die Opfer gibt als die mediale Öffentlichkeit in der Boulevardpresse.“

Andere Mitglieder der Familie Schell gaben keine Stellungnahmen ab.

## Filmografie (Auswahl)

### Schauspieler
- 1955: Kinder, Mütter und ein General
- 1955: Der 20. Juli
- 1955: Reifende Jugend
- 1956: Ein Mädchen aus Flandern
- 1956: Die Ehe des Dr. med. Danwitz
- 1956: Ein Herz kehrt heim
- 1957: Die Letzten werden die Ersten sein
- 1957: Taxichauffeur Bänz
- 1957: Der Meisterdieb (Fernsehfilm)
- 1958: Die jungen Löwen (The Young Lions)
- 1958: Ein wunderbarer Sommer (Kinder der Berge)
- 1959: Eine Dummheit macht auch der Gescheiteste (Fernsehfilm)
- 1961: Urteil von Nürnberg (Judgment at Nuremberg)
- 1962: Ein sonderbarer Heiliger (The Reluctant Saint)
- 1962: Die Eingeschlossenen (I sequestrati di Altona)
- 1964: Topkapi
- 1965: Eine Tür fällt zu (Return from the Ashes)
- 1966: Anruf für einen Toten (The Deadly Affair)
- 1967: Der Befehl (Counterpoint)
- 1968: Heidi kehrt heim (Heidi)
- 1968: Das Schloß
- 1969: Simon Bolivar
- 1969: Krakatoa – Das größte Abenteuer des letzten Jahrhunderts (Krakatoa, East of Java)
- 1972: Paulina 1880
- 1972: Papst Johanna
- 1974: Die Akte Odessa (The Odessa File)
- 1975: The Man in the Glass Booth[22]
- 1975: Der Tag, der die Welt veränderte (Sarajevski atentat)
- 1976: Der Tag der Abrechnung (St. Ives)
- 1977: Steiner – Das Eiserne Kreuz (Cross of Iron)
- 1977: Die Brücke von Arnheim (A Bridge Too Far)
- 1977: Julia (Julia)
- 1979: Das schwarze Loch (The Black Hole)
- 1979: Lawinenexpress (Avalanche Express)
- 1980: Das Tagebuch der Anne Frank (The Diary of Anne Frank) (Fernsehfilm)
- 1981: Die Erwählten The Chosen
- 1983: Das Phantom von Budapest (Fernsehfilm)
- 1984: Morgen in Alabama
- 1984: Der Assisi-Untergrund (The Assisi Underground)
- 1986: Peter der Große
- 1989: Der Rosengarten
- 1990: Freshman (The Freshman)
- 1990: Nikita (Cameo-Auftritt)
- 1991: Die junge Katharina (Young Catherine)
- 1991: Labyrinth
- 1992: Miss Rose White
- 1992: Stalin
- 1993: Die Spur des Windes – Das letzte große Abenteuer (A Far Off Place)
- 1993: Die Bibel – Abraham (The Bible: Abraham)
- 1993: Justiz
- 1994: Little Odessa
- 1997: American Dreamer – Charmante Lügner (Telling Lies in America)
- 1998: Kalmans Geheimnis (Left Luggage)
- 1998: John Carpenters Vampire (John Carpenter’s Vampires)
- 1998: Deep Impact
- 1998: Der achtzehnte Engel (The Eighteenth Angel)
- 1999: Wer liebt, dem wachsen Flügel
- 1999: Jeanne d’Arc – Die Frau des Jahrtausends
- 2000: Liebe, Lügen, Leidenschaften
- 2001: Festival in Cannes
- 2002: Der Bestseller – Mord auf italienisch (Fernsehfilm)
- 2003: Alles Glück dieser Erde (Fernsehfilm)
- 2003–2007: Der Fürst und das Mädchen (Fernsehserie)
- 2004: Coast to Coast (Fernsehfilm)
- 2004: Die Rückkehr des Tanzlehrers (Fernsehfilm)
- 2004–2011: Terra X: Imperium (Fernsehfilm, Dokumentationsreihe)
- 2006: Das Haus der schlafenden Schönen
- 2006: Die Muschelsucher (Fernsehfilm)
- 2007: Die Rosenkönigin (Fernsehfilm)
- 2007: Giganten – Einstein – Superstar der Wissenschaft (Fernsehfilm)
- 2008: The Brothers Bloom
- 2009: Operation Schwarze Blumen (Flores Negras)
- 2015: Die Räuber (Adaptation von Pol Cruchten)[23]

### Regisseur
- 1970: Erste Liebe
- 1973: Der Fußgänger
- 1975: Der Richter und sein Henker
- 1975: Ansichten eines Clowns (nur Koproduktion)
- 1979: Geschichten aus dem Wiener Wald
- 1984: Marlene
- 2002: Meine Schwester Maria (Dokumentarfilm)

## Auszeichnungen
- 1961: NYFCC-Award, Bester Hauptdarsteller in Urteil von Nürnberg
- 1962: Oscar, Bester Hauptdarsteller in Urteil von Nürnberg
- 1962: Golden Globe, Bester Hauptdarsteller in Urteil von Nürnberg
- 1962: Laurel Award in der Kategorie Number One New Personality; Nominierung in der Kategorie Top Male Dramatic Performance für seine Rolle in Urteil von Nürnberg
- 1965: Ondas Award (Bester Hauptdarsteller)
- 1970: San Sebastián International Film Festival, Silver Seashell für Erste Liebe
- 1971: Oscar-Nominierung, Bester fremdsprachiger Film für Erste Liebe
- 1974: Deutscher Filmpreis, Goldene Schale für Der Fußgänger
- 1974: Golden Globe für Der Fußgänger
- 1974: Oscar-Nominierung, Bester fremdsprachiger Film für Der Fußgänger
- 1975: San Sebastián International Film Festival, Silver Seashell für Der Richter und sein Henker
- 1976: Oscar-Nominierung (Bester Hauptdarsteller) für The Man in the Glass Booth
- 1976: Golden-Globe-Nominierung (Bester Hauptdarsteller) für The Man in the Glass Booth
- 1977: NYFCC-Award, Bester Hauptdarsteller in Julia
- 1978: Oscar-Nominierung, Bester Nebendarsteller in Julia
- 1978: Golden-Globe-Nominierung, Bester Nebendarsteller in Julia
- 1979: Deutscher Filmpreis, Filmband in Silber (Programmfüllender Spielfilm) für Der Richter und sein Henker
- 1979: Goldener Hugo Award für Geschichten aus dem Wienerwald
- 1980: Deutscher Filmpreis, Filmband in Silber (Programmfüllender Spielfilm) für Geschichten aus dem Wienerwald
- 1984: Deutscher Filmpreis, Filmband in Gold (darstellerische Leistung) für Morgen in Alabama
- 1984: Deutscher Filmpreis, Filmband in Silber (Dokumentarfilm) für Marlene
- 1985: Golden-Globe-Nominierung (Dokumentarfilm) für Marlene
- 1985: Oscar-Nominierung, (Dokumentarfilm) für Marlene
- 1985: Bundesverdienstkreuz I. Klasse der Bundesrepublik Deutschland
- 1990: Deutscher Filmpreis, Filmband in Gold (Ehrenpreis)
- 1992: Emmy-Nominierung (Bester Hauptdarsteller) in dem Fernsehfilm Miss Rose White
- 1993: Emmy-Nominierung (Bester Nebendarsteller) in dem Fernsehfilm Stalin
- 1993: Golden Globe (Bester Nebendarsteller) in dem Fernsehfilm Stalin
- 1999: Method Fest für sein Lebenswerk
- 1999: Platin Romy für sein Lebenswerk
- 2000: Satellite Award, Mary Pickford Award für sein Lebenswerk
- 2002: Österreichisches Ehrenkreuz für Wissenschaft und Kunst I. Klasse
- 2002: Bambi
- 2006: Bayerischer Filmpreis (Ehrenpreis für künstlerische Meisterschaft und Humanismus)
- 2008: DIVA-Award für das Lebenswerk
- 2009: Premio Roma[24]
- 2009: Bambi für das Lebenswerk
- 2011: Friedenspreis des Deutschen Films – Die Brücke (Ehrenpreis)

## Werke
- Maximilian Schell: Der Rebell. Eine Erzählung. C. Bertelsmann, München 1997, ISBN 978-3-570-12181-8.
- Maximilian Schell: Ich fliege über dunkle Täler oder Etwas fehlt immer. Erinnerungen. Hoffmann und Campe, Hamburg 2012, ISBN 978-3-455-50178-0.